# 貞真親王
貞真親王（さだざねしんのう）は、平安時代前期から中期にかけての皇族。清和天皇の第九皇子。官位は三品・常陸太守。

## 経歴
貞観18年（876年）に生まれると、同年11月に同じ歳の貞頼とともに親王となった。
詩文に優れ、醍醐朝の延喜4年（904年）清涼殿で開催された花宴に招かれている。のち、兵部卿・常陸太守・大宰帥を歴任し、位階は三品に至る。承平2年（932年）9月20日薨去。享年57。最終官位は三品常陸太守。

## 官歴
- 貞観18年（876年） 11月25日：為親王[2]
- 時期不詳：三品。兵部卿[3]
- 延喜13年（913年） 正月14日：見常陸太守[4]
- 延長8年（930年） 12月21日：見大宰帥[5]
- 承平2年（932年） 9月20日：薨去（三品常陸太守）[6]

## 系譜
『尊卑分脈』による。
- 父：清和天皇
- 母：藤原諸藤の娘
- 生母不詳の子女
  - 男子：源蕃基
  - 男子：源蕃平
  - 男子：源蕃固
  - 男子：源元亮